# Українці Китаю
Українці в Китаї — українці, які проживають на землях сучасного Китаю.

## Історія

### Домонгольські часи
Контакти між людністю з земель сучасних України і Китаю відбувалися з доісторичних часів, у зв'язку з тим, що ці землі входили до території Великого Степу і брали участь у більшості значних міграцій людей і державному житті цих земель, зокрема у рамках життєдіяльності союзів степових племен, відомих в сучасних історичних джерелах під назвами Велика Скіфія, Велика Сарматія та Велика Гуннія.

### ДобаВеликого Війська Степового
Перші згадки про українців у Китаї, вихідців з земель України-Руси відносяться до часів імперії Великого Війська Степового, державного утворення на землях Великого Степу, до складу якого входили землі як сучасної України так і Китаю. Основну частину цих людей складали руські купці у складі купецьких караванів, руські люди у складі ханських посольств, а також воїни у складі князівських дружин, які служили у складі військових залог Великого Війська Степового на землях сучасного Китаю.
У часи Російської імперії (монголів, ойратів, калмиків) на землях сучасної Східної України були зокрема оселено невелику кількість вихідців в Джунгарії — держави, землі якої включено до складу сучасних Росії, Казахстану і Китаю.

### Виникнення українських поселень у Китаї
Тривалий час українсько-китайські взаємини мали опосередкований характер і здійснювалися в рамках відносин Росії з Китаєм, які було започатковано в першій чверті XVII ст. Українці входили до складу російського посольства, релігійних і торгових місій тощо. Наприклад, згідно з Нерчинським договором 1689 р., Росія одержала право на відкриття в Пекіні постійної духовної православної місії.
Українці не тільки постійно перебували серед персоналу цієї місії, а й нерідко очолювали її. Особливий внесок у вивчення Китаю зробили український історик та археограф М. Бантиш-Каменський (укладач збірника документів «Дипломатическое собрание дел между Российским и Китайским Государствами с 1619 по 1792 год». — 1882), український синолог і мандрівник Юрій Тимківський (автор «Путешествия в Китай через Монголию 1820 и 1821 гг.». — 1824) та ін.
Тривалий час імператорським послом у Пекіні був дипломат Іван Коростовець, родом із Чернігівщини, який лишив кілька праць про Китай. Із 1819 по 1832 рік в Пекіні працював український лікар, випускник Петербурзької медико-хірургічної академії, Йосип Войцехівський, який особливо відзначився в боротьбі з епідеміями холери та інших недуг. Ще за життя в Пекіні китайці поставили йому пам'ятник (1829).
Після повернення з Китаю він був професором першої в Росії кафедри китайського і маньчжурського письменства в Казанському університеті. Наприкінці XIX ст. в складі російських місій українці почали більшими чи меншими групами прибувати в північно-східну частину Китаю — Маньчжурію. Початки цього процесу пов'язані з будівництвом Східно-Китайської залізниці (СКЗ), яку, за згодою з Китаєм, прокладала Росія. Можливість доброго, як на ті часи, заробітку на будівництві приваблювала сюди значні контингенти населення з Росії.
Однією з найбільших за чисельністю етнічних груп були українці, які переселялися як з України, так і з інших територій Російської імперії, зокрема з близького до Маньчжурії Далекого Сходу (Зеленого Клину), більшість жителів якого становили вихідці з України. Найбільша кількість українських поселенців осіла в Харбіні, місті, заснованому 1898 р.

### Українське громадське життя в Маньчжурії

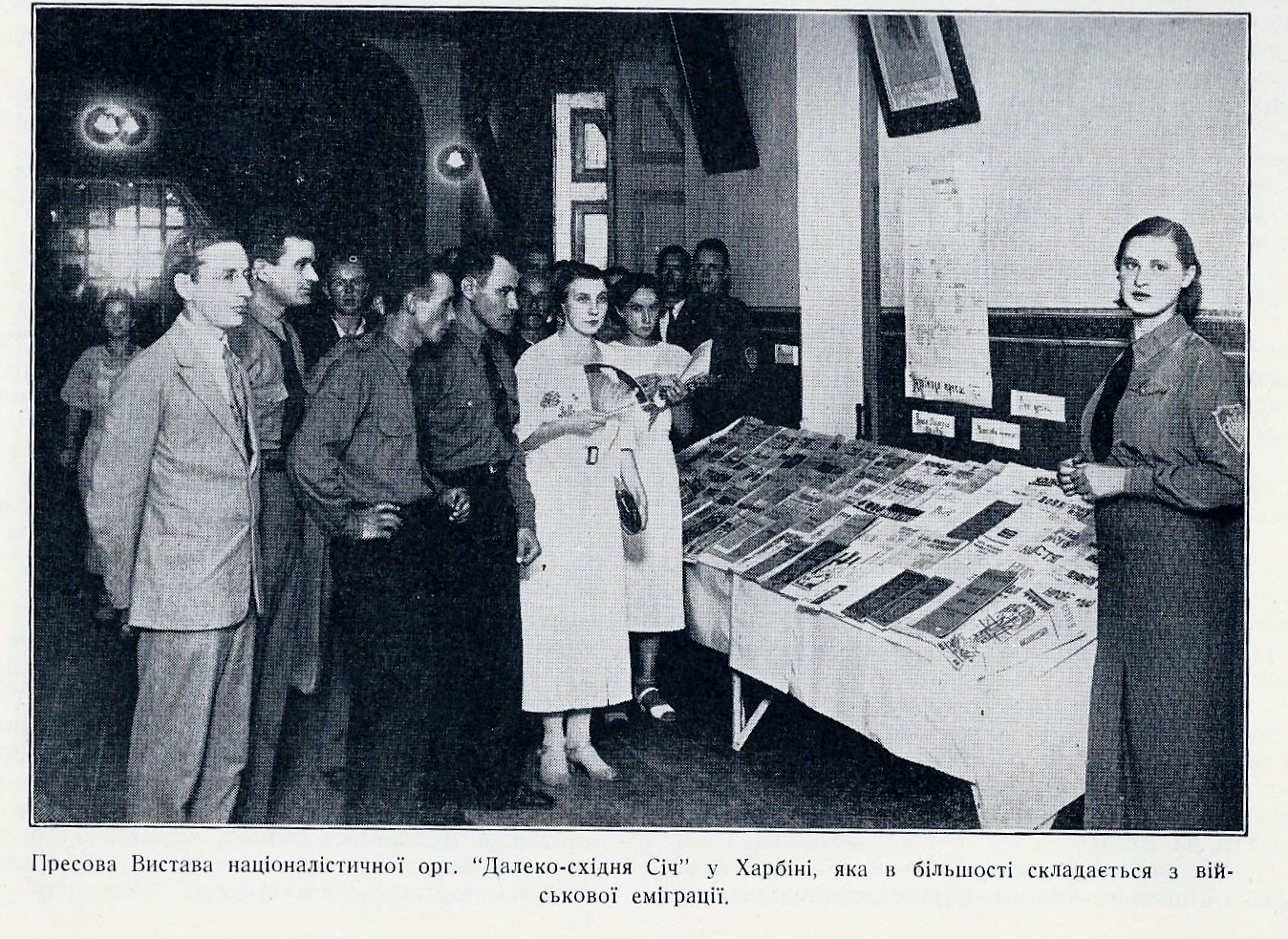
Виставка преси організації «Далекосхідна Січ», м. Харбін.

У Маньчжурії налагодилось українське громадське життя, яке мало культурно-просвітницький характер. Воно концентрувалося навколо культурних осередків і гуртків, що виникали вздовж Східно-Китайської залізниці. На базі одного з таких гуртків постала в 1907 р. перша в Маньчжурії українська організація — Український клуб. Він мав просвітницькі цілі: пробуджувати серед українського громадянства інтерес до рідного краю, сприяти пізнанню рідної історії, літератури, музики, а також матеріально допомагати своїм членам. Найактивнішими його діячами були С. Кукуруза, Ф. Тоцький, Ю. Юрченко та ін.
Його домівкою згодом став Український національний дім, збудований у 1918–1920 рр. на кошти місцевої української громади, де були управи головних українських установ. У часи Першої світової війни правлінню клубу вдалося відкрити українську початкову школу, яка 1917 р, мала понад 50 учнів. Трохи згодом було організовано українську гімназію. При Українському клубі була церква і бібліотека.
Українське національне життя в Маньчжурії розвивалося нерівномірно. До 1917-го воно мало винятково культурно-просвітницьку спрямованість і концентрувалось в Українському клубі в Харбіні та драматичних гуртках, що виникали в українських поселеннях, розташованих уздовж залізниці. У 1917—1921 рр. культурно-просвітницька діяльність (відкриття української початкової школи, української гімназії, української православної парафії, спорудження Українського національного дому) поєднувалась із політичною (створення й діяльність Маньчжурської окружної ради та Українського консульства в Харбіні, налагодження контактів із Києвом та участь у Далекосхідних українських з'їздах тощо). Період 1920-х рр. був украй несприятливим для української громадської діяльності.
Українське консульство в Харбіні діяло в 1918—1919 рр. Його очолював П. Твардовський, який весною 1918 р. як командир українських військових частин прибув із Харбіна до Києва, а восени того ж року повернувся назад, одержавши від українського Міністерства закордонних справ повноваження представляти інтереси України в Маньчжурії. Ці повноваження визнав народний комісар закордонних справ більшовицької Росії Г. Чичерін.
З приїздом в Харбін П. Твердовський вів переговори з представниками командування Антанти щодо створення українських військових частин на Далекому Сході, брав постійну участь в українському громадському житті, розпочав реєстрацію українців, які бажали отримати українське громадянство тощо. Водночас у діяльності Українського консульства виникли й труднощі. Не було людей, які досконало б знали китайську мову й були ознайомлені зі звичаями та традиціями дипломатичної служби в Азії (секретар консульства С. Кукуруза був сільським учителем, а його помічник Ф. Тоцький — урядовцем СКЗ. Ситуація ускладнювалася через часті від'їзди і відсутність П. Твердовського, а заступники консула (спочатку І. Мозолевський, а потім В. Пашковський) не могли його замінити. Гостро відчувався також брак фінансових засобів. Діяльність П. Твердовського натрапляла на вороже ставлення з боку російських дипломатів, багато з яких працювали в Китаї ще за царських часів. Вони звернулися до управляючого СКЗ генерала Д. Хорвата з вимогою заарештувати «самозванця-консула» й усунути його з Маньчжурії. До арешту не дійшло, але П. Твердовський змушений був залишити Харбін.
Маньчжурська окружна рада — центральна громадсько-політична установа українців у Маньчжурії, заснована в липні 1917 р. в Харбіні на хвилі загального піднесення національно-визвольної боротьби народів після повалення царизму в Росії. До її складу входили 9 українських організацій та ряд гуртків. Раду очолювали І. Мозолевський (голова), С. Кукуруза, П. Твердовський та М. Юрченко (секретар). Ця організація одержала з Києва право на реєстрацію українців та видачу посвідчень про їхнє українське громадянство. У 1921 р. Рада припинила існування.
У Маньчжурії в Харбіні у червні 1917 р. вийшли «Вісті українського клубу в Харбіні», в листопаді 1917 р. — місячник «Засів», видавцем якого була «Культурно-освітня секція української окружної маньджурської ради», 1921 р. — місячник «Вимоги життя», який був органом «Української громади», 1924 р. — щотижнева газета «Харбінський вісник», яку редагував П. Тищенко.
У 1920-х рр. кількість українців у Харбіні збільшилася за рахунок політичних емігрантів з України, Сибіру та Далекого Сходу. Поміж них виявилися колишні офіцери Січових Стрільців (із австрійської армії) Іван Паславський та Петро Марчишин, далекосхідний український письменник Й. Якимів, колишній голова Забайкальської української ради С. Шведин, активний учасник Українського з'їзду Слобожанщини О. Дроб'язко (пізніше переїхав до Тяньцзіня), організатори й учасники далекосхідних українських з'їздів на чолі з Й. Ступаком, математик М. Коблянський, полковник армії УНР Ю. Рой (Колчанів), громадський діяч із Амурщини В. Кушнаренко, кооператор із Київщини, колишній член Української Центральної ради Й. Сніжний, літератор із Харкова А. Діброва та інші. Втекло сюди також кілька українських діячів, яких у 1923—1924 рр. більшовики судили в Читі (Р. Барилович, П. Горовий, Ф. Смульський та П. Яхно). З Польщі до Маньчжурії приїхали лікар Д. Барченко й інженер О. Вітковський, із Праги — професор Іван  Шлендик із дружиною. Українські політичні емігранти прагнули ввійти в контакт з українцями, які вже проживали в Маньчжурії, щоб спільно працювати в межах уже створених тут організацій. Але під впливом успіхів більшовиків, поразки УНР і ЗУНР, а також розпаду сибірської влади більшість діячів української спільноти охолола до громадської праці. Частина українців, щоб зберегти робоче місце на залізниці, оформила свої паспорти через радянське консульство в Харбіні, дехто прийняв китайське громадянство.
Ситуацію погіршували несприятлива політична кон'юнктура та вкрай недружнє ставлення китайських властей, які, з огляду на зближення з Москвою, у 1923 р. закрили в Маньчжурії українські організації, а пізніше навіть конфіскували будинок і майно Українського клубу. Внаслідок цього українське громадське життя в Маньчжурії в 1920-х рр. стало занепадати.
Проте у вересні-грудні 1925 р. все ж таки виходив тижневик «Українське життя». Він друкувався в японській друкарні з метою уникнути цензурування та контролю з боку китайських властей. «Українське життя» знову як тижневик відновило лише у вересні 1929 р. Українське видавниче товариство у Харбіні, всього вийшло 10 чисел. Крім того, діяло кілька невеликих українських організацій, які намагалися зберегти вогник українського життя від повного затухання.
До них належали Українське видавниче товариство, Український галицький комітет, Спілка студентів-українців, Об'єднання українських організацій Далекого Сходу та деякі інші, які через своє напівлегальне становище були мало кому відомими. Серед такого роду «малих» організацій найдіяльнішим було товариство «Січ» (1926), засноване з ініціативи групи діячів (І. Паславського, Р. Бариловича, Ф. Богдана, В. Кушнаренка, Г. Тоцького та ін.), у тяжких умовах занепаду українського національно-громадського життя в Харбіні, й перейменоване згодом у філію товариства «Просвіта» (1928) на чолі з І. Паславським. Відділення цього товариства були в містах Ханкоу та Ціндао.
Нову назву товариство отримало з огляду на його культурно-освітницьке завдання. Ця організація постала як гурток при американській установі YMCA (Християнська організація молодих чоловіків), яка користувалася в Китаї правом екстериторіальності. Заснування «Просвіти» під захистом американського прапора було значним кроком уперед у справі відновлення української громадської діяльності в Харбіні, її легалізації після кількарічної заборони місцевою владою, що мало позитивний вплив на досить велику українську спільноту в Маньчжурії. Діяльність «Просвіти» була різнобічною: курси українознавства з вивченням мови, літератури, історії, географії; лекції та доповіді; інформаційні збори та концерти, що транслювалися місцевою радіостанцією тощо. Харбінська «Просвіта» одержала грамоту від централі «Просвіти» у Львові й право називатися від 1930 р. її відділом. Проіснувала до 1937 р., коли все організоване українське життя було сконцентроване в Українській національній колонії.
15 червня 1924 р. було також створено доволі відомий «Українсько-галицький комітет» або «Благодійний Українсько-галицький комітет». Мета його створення — допомагати своїм землякам, які приїхали до Маньчжурії. Одним із членів ініціативної групи «Українсько-галицького комітету» був Іван Стефанович Паславський. Тоді українці приїхали до Маньчжурії з Сибіру. Серед них деякі були з західних областей України, «які опинилися в Сибіру, або на Далекому Сході як полонені Росії під час Першої світової війни, чи були вивезені з Галичини окупаційною армією царської Росії.
Серед перших полонених були старшини січових стрільців І. Паславський, П. Марчишин (з австрійської армії), Ю. Мар'яш, А. Клюк та інші». Якщо говорити про розвиток освіти серед українців у м. Харбіні до капітуляції Японії, то цей процес був тісно пов'язаний із великою кількістю емігрантів із Росії (в тому числі й українців), які прибували до Китаю.
У ті часи українське населення поставило вимогу про відкриття додаткових шкіл, головним чином, середніх. У 20-х рр. з'явилося спочатку міське училище, а потім уже й середні школи. При Українському клубі було 3-тє міське училище з 4-ма відділеннями, відкрите в серпні 1920 р., яким завідувала Є. Шишкіна. Функціонувала 5-та українська школа першого і другого ступенів — колишня українська гімназія. Навчальний план цієї школи було побудовано за зразком радянських шкіл. Завідував школою М. Куліш.
У школі було 4 основних класи першого ступеня і 5 основних класів другого ступеня. Існував також і паралельний клас. Викладання велося російською мовою, але для українців було обов'язковим вивчення української мови. При школі були слюсарна та столярна майстерні. З 1945 р. в приміщенні колишнього Залізнично-комерційного училища була розміщена 3-тя школа, яка потім перенесена до Українського дому, що на Новоторговій вулиці в районі Нового міста у Харбіні. Першим її директором був В. Воєпов.
В багатьох російських та російсько-китайських училищах, гімназіях (наприклад, у Технічному залізничному училищі, в комерційних і реальних училищах СКЗ жіночому і чоловічому, в російсько-китайській гімназії — все в місті Харбіні), в Російсько-китайському політехнічному інституті (нині Харбінський політехнічний університет), що був відкритий у 1920 р., працювало чимало українців. Вони були як викладачами, так і технічними працівниками.
У 1918 р. в Харбіні було засновано Українську православну церкву і братерство Святої Покрови. Коли зведено будівлю Українського клубу, братерство одержало в ній приміщення для церкви. Вона була невеличка, але дуже гарно оздоблена. Потім, у 1927 р. її було перенесено в іншу, дерев'яну будівлю, а у 1930 р. — в цегляне приміщення біля старого Православного кладовища. Вона й досі стоїть на великому проспекті Харбіна знову діє з 14 жовтня 1984 р. Тепер її передано Китайській православній церкві м. Харбіна.
Діяла й відкрита в 1922 р. Українська православна церква св. Покрови. її першим настоятелем був отець протоієрей П. Городзієвський. Його наступником у 1925 р. став отець протоієрей М. Труфанів. На середину 1928 р. парафія об'єднувала 136 родин. Вона перебувала під юрисдикцією архієпископа Харбінського і Маньчжурського староросійської церкви, але у внутрішньому житті управлялася цілком автономно. На початку 1926 р. було введено постійні богослужіння українською мовою, що сприятливо позначилося на об'єднанні навколо церкви свідомого українства.

## Українці в Маньчжурії
Загальна к-ть українських поселенців у Харбіні в 1930-х рр. становило понад 15 тис. осіб. За переписом 1931 р. російське населення Особливого району східних провінцій Китайської республіки (зараз в районі Північно-Західного Китаю) це: радянських громадян — 50000; російських емігрантів — 45000. У 1935 р. радянських громадян — 85902; російських емігрантів — 103080. У 1920 р. в газеті «Гунбао» було відмічено точну кількість українських родин на Далекому Сході, зокрема в Особливому районі трьох східних провінцій (зараз на північному сході Китаю): «Далекий Схід, і, зокрема, Особливий район трьох східних провінцій зараз являє собою місце помешкання багатьох російських українців. За переписом 1920 р. заявили себе українцями до 21000 родин». «Гунбао», як орган, що виходив російською мовою, цілком враховуючи важливість цих обставин і для збереження інтересів своїх читачів, значна кількість яких була українцями, відкрив у себе спеціальний відділ газети «Українське життя».
У старому Китаї емігранти з Росії, так само як і китайці, зазнавали утисків з боку китайських чиновників, а під час війни з боку японської окупаційної адміністрації. Про це свідчить витяг із доповіді Всеволода Іванова «Маньджурія, Японія і Китайська Східна залізниця» для товариства «Маньджурія-Монголія» (1932 р. Харбін): «Російські емігранти і Маньчжоу-Го».
У старому Китаї частина української еміграції була свідком діяльності Росії в Маньчжурії. Згідно з «Описом мукденської провінції в південній Маньчжурії» (С.-Петербург, 1904 р.): «Від часів, як було збудовано Китайську Східну залізницю, тобто з 1900 р., тут мешкає досить багато росіян, до яких належать: а) гарнізони польових військ; б) прикордонна варта, що охороняє залізницю; в) залізничні службовці; г) торговці та різні комерсанти».
У 1923—1924 рр. багато українців дісталися до Маньчжурії, таємно перейшовши кордони, що в той час ще не мали сильної охорони. Успіхи більшовиків у Сибіру, і, зокрема, на Далекому Сході, мали свій значний вплив на настрої і умови життя українського населення в Маньчжурії, частина якого, працюючи на залізниці, у 1924 р. почала оформляти свої паспорти у радянському консульстві, бо на залізниці мали право працювати тільки радянські або китайські громадяни. Частина українців стала китайськими громадянами, але це була невелика група, яку невдовзі позбавлено можливості працювати на залізниці, бо радянська адміністрація поступово звільняла їх на різних підставах.
Після утворення в 1932 р. Маньчжурської держави українці, незважаючи на японський контроль, одержали трохи більше можливостей для організації повнокровного громадського життя, але їхні сподівання виявилися марними. Наприкінці 1933 р. українцям повернули Український народний дім у Харбіні, в якому розмістилися деякі старі та знову створені українські організації — «Просвіта», Союз українських емігрантів, Українська національна громада, Спілка української молоді, Союз українських учителів та ін.
Водночас від цього періоду розпочинається гостра боротьба між двома таборами українського населення щодо характеру та цілей українського руху в Маньчжурії. В основі розмежування лежали значні відмінності між українцями за рівнем національної свідомості, з одного боку, та за матеріальним забезпеченням — з другого. Перше покоління емігрантів через два-три десятки років уже значною мірою зденаціоналізувалося.
Цей процес майже не торкнувся політичних емігрантів, які покинули Україну і Зелений Клин після остаточної перемоги там радянської влади. Більшість перших емігрантів, які працювали службовцями різних комерційних і промислових підприємств, закордонних контор, фірм, банків або самі стали комерсантами, в 1930-х рр. уже мала досить високий соціальний статус і з матеріального погляду впевнено стояла на ногах. Частина їх активно зміцнювала своє становище купівлею землі та спорудженням будинків, переважно в Харбіні. До цієї категорії належали й так звані пенсіонери СКЗ, що мали певні заощадження та були відносно добре матеріально забезпечені.
Загалом матеріальне і, в ширшому плані, соціальне становище великої частини українців у Маньчжурії було кращим за життя українських емігрантів у більшості інших країн. У США й Канаді українцям потрібно було пристосовуватися до порядків і народів, що мали іншу культуру й стояли в цілому на вищому щаблі соціально-культурного розвитку. У Маньчжурії ж перші українські поселенці самі були піонерами культурної та економічної розбудови краю, що суттєво впливало як на психологію, так і на стосунки між народами.
Українці в Маньчжурії тривалий час посідали окреме місце. Однак за постійного домінування в цій частині Китаю росіян, їхнього контролю над СКЗ, а відтак і над усім місцевим життям багато українців для того, щоб мати добре місце праці на залізниці або в різних сферах її обслуговування, переставали називати себе українцями, вживати рідну мову й узагалі відстоювати свою національну ідентичність. Провідну роль у цьому таборі відігравала Українська національна громада на чолі з В. Кулябко-Корецьким.
Інший табір становили молодші (політичні) емігранти, які, з одного боку, належали до найменш забезпечених категорій українського населення Маньчжурії, а з другого — не знали світоглядних компромісів і не бажали мати нічого спільного з місцевими російськими еміграційними установами. Вони групувалися навколо Союзу українських емігрантів, де керували діячі так званої четвірки — Д. Барченко, П. Марчишин, І. Світ, П. Яхно.
У центрі боротьби двох таборів української еміграції виявився Український народний дім. Керівники Союзу українських емігрантів вбачали в прибутках від його експлуатації джерело для національної пропаганди та культурної діяльності, але не зуміли цього домогтися. Представники ж Української національної громади погоджувалися користуватися ним спільно з російськими організаціями. Японці виявляли невдоволення з приводу цих чвар. У червні 1935 р. Український народний дім був переданий у відання створеної тоді ж централі для всіх українців Маньчжурії — Української національної колонії (УНК). Співзасновниками останньої стали всі основні організації Маньчжурії.
До ради УНК з місцем осідку в Харбіні були обрані Д. Барченко, М. Білий, І. Селюк, Ю. Рой, М. Самарський, Ф. Богдан, М. Нетребенко, В. Федоренко. Відповідно до статуту ця центральна установа мала на меті захист національних, політичних, культурних і економічних прав та інтересів української еміграції, що перебувала в межах Маньчжурії; об'єднання та консолідацію всіх місцевих українських організацій для раціонального розподілу їхньої роботи; загальне керівництво діяльністю цих організацій; представництво їхніх інтересів перед владою; популяризацію між народами Азії ідеї відродження та неминучості існування суверенної Української держави.
Як громадська установа УНК від самого початку була обмежена в своїй діяльності умовами тодішньої Маньчжурської держави. Все ж протягом першого року існування її робота базувалася загалом на демократичних засадах. Восени 1936 р. японська військова місія в Харбіні видала розпорядження про ліквідацію принципу виборності в структурі колонії. Її начальником був призначений Ю. Рой, а його заступником — В. Кулябко-Корецький.
В період після 1936 р. становище українців в Китаї змінилося. Іван Світ в роботі «Українсько-японські взаємини 1903–1945» писав: «Становище українців у північному Китаї ще більш ускладнювалося у зв'язку із розвитком військових операцій японців. На території, що була під японським залізничним контролем, на подорожування треба було мати окремий дозвіл від японської жандармерії. Щоб дістати такий дозвіл, насамперед треба було заповнити анкету і передати її через Антикомуністичний комітет, що був у руках україножера Пастухіна (який люто ненавидів українців). У лабіринтах цього „Білого дому“ було влаштовано в'язницю, в якій слідчі Караєв та Гутман тортурували арештованих… Відділи Антикомуністичного комітету були засновані в Пекіні, Чіфі (Яньтай) і Ціндао. В Пекіні авторитет Комітету було піднято православним єпископом Віктором, який відправляв молебени за перемогу японців, а після війни перейшов до більшовиків…».
Відтоді в житті колонії запанували авторитаризм і централізм, що виявилося, зокрема, в активному сприянні її керівництва забороні японцями в 1937 р. діяльності всіх українських організацій, крім самої УНК. У 1939—1940 рр. дійшло до відновлення принципу виборності органів УНК (її головою в цей час був М. Нетребенко, а згодом О. Вітковський). Але 1941 р. керівництво УНК знову опинилося в руках В. Кулябко-Корецького, який зареєстрував її в «Бюро для справ російських емігрантів», пішов на співпрацю з російськими шовіністичними емігрантськими колами. Тільки в квітні 1944 року, після призначення вдруге головою УНК О. Вітковського, її діяльність стала поступово повертатися до визначених у статуті завдань.
Під час війни, яку вела Японія на території Китаю, радянські громадяни поступово поверталися до СРСР, а російські емігранти виїздили до інших країн. Про це свідчить статистика по м. Харбіну у 1935 р. радянських громадян — 85902, «білих» російських емігрантів — 103080; у 1936 р. радянських громадян — 7804, «білих» російських емігрантів — 30589. Поза Маньчжурією українські громади в Китаї у 1920-х — 1940-х рр. існували в Шанхаї, Тяньцзіні й Ціндао. Перша українська громада в Шанхаї виникла ще 1905 р. Серед її членів були заможні купці та службовці тодішніх російських установ. Ця громада заявила про себе тим, що зібрала й переслала до Петербурга 400 карбованців у фонд видання українською мовою Святого Євангелія.
У 1932 р. в Шанхаї була заснована нова українська громада, яка під зміненою назвою проіснувала до початку 1949 р. До її складу входили політичні емігранти із Сибіру та Зеленого Клину, а також ряд діячів із числа харбінських українців. На 1938 р. громада нараховувала майже 250 членів, була досить зорганізованою й провадила активну діяльність. У цьому їй сприяло керівництво концесії International Settlement, на території якої вона мала осідок.
Загалом у Шанхаї в цей період проживало близько 4 тис. українців. На всіх етапах національно-визвольної боротьби китайського народу йому надавалася постійна допомога з боку України. Наприклад, в серпні 1932 р. місто Харбін сильно постраждало від повені. Десятки тисяч біженців з районів, що були затоплені, заповнили район Нового міста, де знаходилися будівлі Українського клубу і СКЗ. Допомогу біженцям надавали не тільки різні китайські добровільні організації, а й українські емігранти, які організували продовольчий пункт, де безкоштовно видавали суп, окріп, іноді хліб та рис.
У серпні 1945 р. українці в складі радянських збройних сил брали участь у визволенні Північно-Східного Китаю від японських окупантів. У Маньчжурії вони знаходилися до середини серпня 1946 р. Українець А. Ковтун-Станкевич був у 1945—1946 рр. комендантом м. Мукдена (Шеньяна), в березні-квітні 1946 р. — комендантом м. Харбіна. Радянська комендатура разом з місцевими жителями впорядкувала могили бійців, які загинули, визволяючи м. Харбін.
Багато українських добровольців брало участь у наданні допомоги китайцям в ході революційних подій 1925—1927 рр., були військовими радниками китайських воєначальників у 1938—1939 рр. Серед фундаторів українського громадського життя в Шанхаї виділялися П. Бойко-Сокольський, О. Вітковський, Г. Тоцький, О. Дроб'язко. Останній очолив у 1942 р. Український національний комітет у цьому місті.
3 1939 р. в Шанхаї діяв також Український еміграційний комітет як орган опіки не лише над українськими, а й над грузинськими та тюрксько-татарськими емігрантами. 1942 р. він був перейменований в Український представницький комітет. Головне його завдання полягало в тому, щоб забезпечити евакуацію українців із Китаю, якщо виникне така потреба. Його очолю вав спочатку Г. Тоцький, а згодом С. Василіїв. У зв'язку з тим, що Український представницький комітет змушений був через деякий час припинити діяльність, його функції перебрав на себе відновлений у Шанхаї Український клуб. До правління клубу входили І. Світ (голова), П. Густавський, Г. Мельниченко, Я. Ніколів та О. Шайдицький.
У Тяньцзіні й Ціндао, як і в Шанхаї, українські громади були утворені переселенцями із Харбіна, а також учасниками національно-визвольної боротьби в Україні та українського руху на Далекому Сході і в Сибіру. Більша з цих двох громад — тяньцзінська — в 1934 р. нараховувала близько 70 членів. Першим її головою був М. Хмелевський, а по його смерті — К. Рибка, секретарював О. Дроб'язко. До найактивніших діячів української громади в Ціндао належали Василь Мигулин та М. Мілько. Таким чином, враховуючи всі українські поселення в Китаї в 1930-1940-х рр. (Маньчжурія й передовсім Харбін, а також Шанхай, Тяньцзінь і Ціндао), загальну кількість українців у цій країні на той час була від 35 до 50 тис. чоловік.
У роки японської окупації продовжують з'являтися громадські організації. В 30-х рр. в містах Харбіні, Шанхаї і Тяньцзіні було створено Українську громаду (Український комітет громадських уповноважених). У Шанхаї ця організація існувала з 1932 р. по 1949 р. В ті ж 30-ті рр. були створені Спілка української молоді (СУМ) та Союз української молоді «Зелений Клин» (1932—1937). У 1935 р. вони об'єдналися під назвою Союз української молоді. У січні 1937 р. Загальні збори СУМ схвалили зміну в статуті і заміну назви організації на Українська Далекосхідна січ.
У 1933 р. після повернення приміщення колишнього Українського клубу було створено Український національний дім, а в червні 1935 р. — Українську національну колонію у Маньчжурській державі. Це була центральна організація українців у Маньчжурії. Її співзасновниками стали: Українська національна громада, Союз українських емігрантів, Спілка української молоді, Товариство «Просвіта» та деякі інші тутешні українські організації. До ради УНК з місцем осідку в Харбіні були обрані Д. Барченко, М. Білий, І. Селюк, Ю. Рой, М. Самарський, Ф. Богдан, М. Нетребенко, В. Федоренко.
Відповідно до статуту УНК мала на меті захист національних, політичних, культурних та економічних прав і інтересів української еміграції, що перебувала в межах Маньчжурії; об'єднання та консолідацію всіх українських організацій у Маньчжурії для раціонального розподілу їх роботи; загальне керівництво національною діяльністю всіх українських установ; представництво їх інтересів перед владою; популяризацію між народами Азії ідеї відродження та конечність існування суверенної української держави. Вона існувала протягом 1935—1941 рр., борючись за незалежну українську державу проти комуністичної влади.
Важливим здобутком українського громадського життя в Китаї залишалася власна преса. Починаючи з 1930 р., тут виходили часописи, «Маньджурський вістник», «Вісті Української національної колонії в Манджоу-Го», «Сурма» (всі в Харбіні); «На Далекому Сході» (в Ціндао), «Українське слово», що було органом «Ради українських уповноважених» (1932), півмісячник «Українські листи з Далекого Сходу» (1932), щорічник «Український табель-календар на … рік», газета для молоді «Молодой украинец», яка видавалася Спілкою української молоді в Харбіні російською мовою в 1931 р.
У Шанхаї з'явилися такі друковані видання, як «Шанхайська Громада» у 1937 р., «The Call of Ukraine», що видавався з липня 1941 р. по 6 грудня 1942 р. англійською мовою, «Український голос на Далекому Сході» з 1 січня 1941 р. по 8 липня 1944 р., «Вісник української національної колонії», що виходив друком з 1 вересня 1942 р. Окрім цього, в кінці 20-х років в Шанхаї видавалася газета «Шанхайская заря», яка з часом перетворилася на найвпливовішу російськомовну газету Далекого Сходу. В ній теж знаходило свій відбиток життя української спільноти в Китаї. У 1937 р. в Ціндао з'явилося українське видання «На Далекому Сході». У Харбіні й Шанхаї українці мали свої радіопрограми.
"Маньджурський вістник» — українська тижнева (згодом півтижнева) газета в Харбіні, що видавалася російською та українською мовами. Всього до 1937 р. побачило світ 202 чисел газети (в тому числі у 1935 5 чисел були здвоєними; 17-18, 19-20, 21-22, 24-25, 31-32). Головним редактором газети був І. Світ. Часопис відіграв важливу роль у розбудові громадського життя української еміграції в Маньчжурії, налагодженні й поглибленні зв'язків з українськими організаціями в світі.
Тут розміщувались важливі відомості про українців на Далекому Сході. Послідовно пропагуючи на сторінках «Манджурського вісника» ідею самостійності й соборності України, його редакція прагнула водночас бути незалежною як від впливів тих чи інших українських політичних середовищ, зокрема ОУН, так і японської окупаційної адміністрації. Це і стало головною причиною того, що на публікацію 200-го ч. «Манджурського вісника» так і не було одержано дозволу від цензури (2, с. 118).
«The call of the Ukraine» — англомовне неперіодичне видання в Шанхаї. З'являлося з липня до грудня 1942; всього вийшло 7 випусків. Редактори: спочатку — С. Василіїв, потім — І. Світ (2, с. 99). «На далекому сході» — український двотижневик, 4 числа якого вийшли 1937 р. в Ціндао. Його засновники Василь  Мигулин та М. Мілько свої зусилля сконцентрували головним чином на критиці діяльності призначеного японськими військами місії управління Української національної колонії в Харбіні на чолі з Ю. Роєм (2, с. 130).
Організоване українське життя в Маньчжурії перестало існувати 1945 р. із вступом Радянської армії, а в інших частинах Китаю — на початку 1949 р., після падіння гомінданівської й установлення комуністичної влади. Більшість українців у Маньчжурії була заарештована й вивезена до СРСР. Члени українських громад Тянцзіну, Ціндао й Шанхая були трьома групами евакуйовані на острів Формоза (Тайвань) та на Філіппіни. Невдовзі вони переїхали звідти до Австралії, Аргентини, Канади і США.
1948 р. був останнім у житті організованих українців в Азії, бо в січні-березні 1949 р. вже відбувалася евакуація всіх українців, що виїхали трьома групами на Філіппіни (на о. Самар), де мали знайти тимчасовий притулок понад 7 тис. біженців з Китаю. У Шанхаї залишилося на той час близько 20 українців, які з різних причин не могли, або не хотіли їхати в невідомі краї. Були це, переважно, старі і хворі люди.

## Українська діаспора в КНР
У зв'язку з політикою зближення між СРСР та Китаєм після проголошення КНР (1949), участь УРСР у ній стає системною та цілеспрямованою, яке виявлялось у навчанні у вищих школах України китайських студентів, обмін науковими, письменницькими та мистецькими делегаціями, допомога України в розбудові економіки Китаю. У 1958 Україна постачала устаткування для будівництва майже 100 промислових підприємств у КНР. 1957 в Києві було відкрито інтернат з китайською мовою навчання; 1958 започатковано відповідну спеціалізацію у Львівському університеті.
У той час і пізніше в китайських перекладах з'явилися поезії Т. Шевченка (ще 1912 в газ. «Мінсінь Жибао» письменник Чжоу Цзожень розповів про життя і творчість великого Кобзаря; 1934 в Китаї вперше були опубліковані твори Т. Шевченка), І. Франка, Л. Українки (вперше — 1921, вдруге — 1948 — до 35-ліття від дня смерті славетної поетки), П. Тичини, М. Рильського, прозові твори А. Головка, О. Гончара, М. Коцюбинського, П. Панча, В. Собка, В. Стефаника, Ю. Яновського, двотомник п'єс О. Корнійчука. Книги про Китай написали В. Василевська, О. Гончар, Ю. Збанацький та інші. 1956 у Китаї широко відзначалось 100-річчя з дня народження І. Франка, а 1961 — 100-річчя з дня смерті Т. Шевченка. У Китаї виходив китайською мовою журнал «Культура й освіта в Радянській Україні».
У період різкого погіршення радянсько-китайських відносин (кін. 1960 — сер. 1980 рр.) у Китаї були перекладені й опубліковані праця І. Дзюби «Інтернаціоналізм чи русифікація?» (1972) та книга П. Шелеста «Україно наша Радянська» (1974). 1979 року, після візиту в Китай трьох українських вчених із західної діаспори — Богдана Боцюркова, Бориса Левицького та Петра Потічного, зав'язалися контакти китайських вчених з українознавцями Заходу.
З проголошенням державної незалежності України (1991) та встановленням українсько-китайських дипломатичних стосунків у Китаї помітно зросло зацікавлення до українознавчих студій. Вони провадяться, зокрема, в університетах Харбіна, Пекіна, Нанкіна, Шанхаю та деяких академічних інститутах. Після перерви відновив працю Центр для вивчення України Уханського університету (створений ще в 1960-х рр.). Останнім часом він виконав п'ять українознавчих робіт. Директор центру Хе Жунчан 1990 був на першому конгресі Міжнародної асоціації україністів у Києві, а 1991 виступав з доповіддю на міжнародній конференції у Луцьку «Л. Українка і світова культура».
Інститут лексикографії Хеілунгтьянгського університету в Харбіні з допомогою Канадського інституту українських студій Альбертського університету підготував і видав у Шану в Пекіні українсько-китайський словник. У майбутніх планах Хеілунгтьянгського університету — випуск китайсько-українського навчального словника, граматики української мови, самовчителя української мови для китайців, книги про визначних діячів української культури тощо.
Першим послом України у КНР був призначений у 1992 р. Анатолій Плюшко. На кінець ХХ ст. в Китаї проживало приблизно 20 тис. осіб українського походження, всі вони цілком асимілювалися й інтегрувалися в суспільне життя цієї країни. Події 2013—2014 років сприяли відновленню українського життя в КНР: набули організаційної будови громади в Пекіні, Гуанчжоу, Шанхаї та Гонконзі.